# Cryptoperla chiangi
Cryptoperla chiangi är en bäcksländeart som först beskrevs av Banks 1940.  Cryptoperla chiangi ingår i släktet Cryptoperla och familjen Peltoperlidae. Inga underarter finns listade i Catalogue of Life.